# Jamie Ward
Jamie John Ward (nascut el 12 de maig de 1986) és un futbolista professional nord-irlandès d'origen anglès que juga com a davanter o com a extrem pel Nottingham Forest de la Championship. Nascut a Birmingham va començar la seva carrera al club local Aston Villa però no va poder arribar al primer equip, i després d'una cessió a l'Stockport County va fitxar pel Torquay United. Posteriorment Ward va marxar primer al Chesterfield i després al Sheffield United abans de fitxar pel Derby County el 2011. Degut a un seu avi, representa internacionalment la selecció d'Irlanda del Nord. Fou un dels elegits per representar la selecció a l'Eurocopa 2016.

## Estadístiques

### Club
A 9 maig 2016
| Club                     | Temporada     | Lliga          | Lliga   | Lliga | FA Cup  | FA Cup | Copa de la Lliga | Copa de la Lliga | Altres  | Altres | Total   | Total |
| Club                     | Temporada     | Divisió        | Partits | Gols  | Partits | Gols   | Partits          | Gols             | Partits | Gols   | Partits | Gols  |
| ------------------------ | ------------- | -------------- | ------- | ----- | ------- | ------ | ---------------- | ---------------- | ------- | ------ | ------- | ----- |
| Aston Villa              | 2005–06       | Premier League | 0       | 0     | 0       | 0      | 0                | 0                | —       | —      | 0       | 0     |
| Aston Villa              | Total         | Total          | 0       | 0     | 0       | 0      | 0                | 0                | 0       | 0      | 0       | 0     |
| Stockport County (cedit) | 2005–06       | Lliga Two      | 9       | 1     | 0       | 0      | 0                | 0                | 0       | 0      | 9       | 1     |
| Stockport County (cedit) | Total         | Total          | 9       | 1     | 0       | 0      | 0                | 0                | 0       | 0      | 9       | 1     |
| Torquay United           | 2006–07       | Lliga Two      | 25      | 9     | 2       | 2      | 1                | 0                | 1       | 0      | 29      | 11    |
| Torquay United           | Total         | Total          | 25      | 9     | 2       | 2      | 1                | 0                | 1       | 0      | 29      | 11    |
| Chesterfield             | 2006–07       | Lliga One      | 9       | 3     | 0       | 0      | 0                | 0                | 0       | 0      | 9       | 3     |
| Chesterfield             | 2007–08       | Lliga Two      | 35      | 12    | 0       | 0      | 1                | 0                | 0       | 0      | 36      | 12    |
| Chesterfield             | 2008–09       | Lliga Two      | 23      | 14    | 4       | 2      | 1                | 0                | 1       | 0      | 38      | 16    |
| Chesterfield             | Total         | Total          | 67      | 29    | 4       | 2      | 2                | 0                | 1       | 0      | 74      | 31    |
| Sheffield United         | 2008–09       | Championship   | 16      | 2     | 0       | 0      | 0                | 0                | 2       | 0      | 18      | 2     |
| Sheffield United         | 2009–10       | Championship   | 28      | 7     | 3       | 1      | 0                | 0                | —       | —      | 31      | 8     |
| Sheffield United         | 2010–11       | Championship   | 19      | 0     | 1       | 1      | 1                | 0                | —       | —      | 21      | 1     |
| Sheffield United         | Total         | Total          | 63      | 9     | 4       | 2      | 1                | 0                | 2       | 0      | 70      | 11    |
| Derby County (cedit)     | 2010–11       | Championship   | 13      | 5     | 0       | 0      | 0                | 0                | —       | —      | 13      | 5     |
| Derby County             | 2011–12       | Championship   | 37      | 4     | 2       | 0      | 0                | 0                | —       | —      | 39      | 4     |
| Derby County             | 2012–13       | Championship   | 25      | 12    | 1       | 0      | 0                | 0                | —       | —      | 26      | 12    |
| Derby County             | 2013–14       | Championship   | 38      | 7     | 1       | 0      | 0                | 0                | 3       | 0      | 42      | 7     |
| Derby County             | 2014–15       | Championship   | 25      | 6     | 3       | 0      | 1                | 0                | —       | —      | 29      | 6     |
| Derby County             | Total         | Total          | 138     | 34    | 7       | 0      | 1                | 0                | 3       | 0      | 149     | 34    |
| Nottingham Forest        | 2015–16       | Championship   | 31      | 2     | 2       | 1      | 1                | 0                | —       | —      | 34      | 3     |
| Nottingham Forest        | Total         | Total          | 31      | 2     | 2       | 1      | 1                | 0                | 0       | 0      | 34      | 3     |
| Total carrera            | Total carrera | Total carrera  | 333     | 84    | 19      | 7      | 6                | 0                | 7       | 0      | 365     | 91    |

### Internacional
A 19 octubre 2015
| Irlanda del Nord | Irlanda del Nord | Irlanda del Nord |
| Any              | Partits          | Gols             |
| ---------------- | ---------------- | ---------------- |
| 2011             | 1                | 0                |
| 2012             | 3                | 0                |
| 2013             | 5                | 1                |
| 2014             | 4                | 1                |
| 2015             | 4                | 0                |
| Total            | 17               | 2                |